# アデル・スティーブンス
アデル・スティーブンス（Adele Stevens, 1969年7月29日 - ）は、イギリス出身のページ・スリー・ガール、アダルトモデル。
しばしば、「Adele Stephens」と表記されることもある。

## 経歴
ラルフ・ローレンのモデルを務めていたが、ヌードモデル業に転向した。
活動は、主にソフトコアの分野であるが、ペントハウスにおいて一度だけ男性モデルと共にハードコアの撮影に応じている。